# Festival d'Angoulême 2024
Le 51e festival international de la bande dessinée d'Angoulême a lieu du 25 au 28 janvier 2024.

## Affiches
Comme depuis 2018, trois affiches ont été créées pour cette édition par trois dessinateurs différents : Riad Sattouf, auteur élu Grand Prix du Festival en 2023, qui avait déjà réalisé une affiche pour l'édition 2023, Hiroaki Samura, mangaka japonais, et Nine Antico, autrice française.

## Palmarès

### Grand prix de la ville d'Angoulême
- Posy Simmonds

Le trio d'auteurs arrivés en tête des suffrages exprimés au premier tour est :
- Posy Simmonds
- Catherine Meurisse
- Daniel Clowes

Posy Simmonds arrive en tête des suffrages exprimés au second tour.

### Prix René-Goscinny
- Meilleure scénariste : Julie Birmant, pour Dali (Dargaud)
- Jeune scénariste : Simon Boileau, pour La Ride (Dargaud)

### Prix officiels

#### Fauves d'honneur
- Moto Hagio

#### Palmarès officiel (Fauves d'Angoulême)
- Fauve d'or : prix du meilleur album : Daniel Clowes, pour Monica (Delcourt)
- Fauve spécial du jury : Sophie Darcq, pour Hanbok (L'Apocalypse)
- Fauve de la série : James Tynion IV et Álvaro Martínez Bueno, pour The Nice House on the Lake (Urban Comics)
- Fauve révélation : Matthieu Chiara, pour L'Homme gêné (Éditions de l'Agrume)
- Fauve des lycéens : Jérémy Perrodeau, pour Le Visage de Pavil (2024)
- Fauve - Prix du public France télévisions : Bea Lema, pour Des maux pour le dire (Sarbacane)
- Fauve patrimoine : Onapratut et Le Portillon, pour Quatre Japonais à San Francisco de Henry Yoshitaka Kiyama
- Fauve bande dessinée alternative : Aline, pour Ik Ben Aline
- Fauve polar SNCF voyageurs : Keko et Carlos Portela, pour Contrition (Denoël Graphic)
- Éco-fauve Raja : Guillaume Singelin, pour Frontier (Rue de Sèvres)

#### Compétition officielle
La compétition officielle de cette édition comporte 85 albums.

##### Sélection officielle
- Acting Class de Nick Drnaso (Presque Lune).
- Astra Nova de Lisa Blumen (l'Employé du Moi).
- Blood of the Virgin de Sammy Harkham (Cornélius).
- Blue Giant Explorer tome 1 de Shin'ichi Ishizuka (Glénat).
- La Boucle de Vincent Vanoli (Oui'Dire).
- Chainsaw Man tome 13 de Tatsuki Fujimoto (Crunchyroll).
- Chair à canon d'Aroha Travé (FLBLB).
- Chumbo de Matthias Lehmann (Casterman).
- Le Ciel dans la tête d'Antonio Altarriba, Sergio García Sánchez et Lola Moral (Denoël).
- Creuser Voguer de Delphine Panique (Cornélius).
- Les Daronnes de Yeong-Shin Ma (Atrabile).
- Dédales tome 3 de Charles Burns (Cornélius).
- Le Dernier Sergent tome 1 de Fabrice Neaud (Delcourt).
- Des maux à dire de Beatriz Lema Rivera (Sarbacane).
- Dum Dum de Lukasz Wojciechowski (Çà et là).
- Emkla de Peggy Adam (Atrabile).
- Et l'île s'embrasa de John Vasquez Mejias (Ici-bas).
- Evol tome 1 d'Atsushi Kaneko (Delcourt).
- The Fable tome 13 de Katsuhisa Minami (Pika).
- Fleur de lait de Miguel Vila (Presque Lune).
- Goiter de Josh Pettinger (Ici Même).
- Hanbok tome 1 de Sophie Darcq (l'Apocalypse).
- L'Homme gêné de Matthieu Chiara (l'Agrume).
- L'Illusion magnifique tome 1 d'Alessandro Tota (Gallimard BD).
- Les Imbuvables de Julia Wertz (l'Agrume).
- Jumelle tome 1 de Florence Dupré la Tour (Dargaud).
- Kujô l'Implacable tome 3 de Shōhei Manabe (Kana).
- Madones et Putains de Nine Antico (Dupuis /Aire Libre).
- Mary Pain de Lola Lorente (Actes Sud BD).
- Monica de Daniel Clowes (Delcourt).
- Le Nécromanchien de Matthias Arégui (2024).
- The Nice House on the Lake tome 2 de James Tynion IV et Alvaro Martinez Bueno (Urban Comics).
- Océan Express de François Ayroles (L'Association).
- Les Oiseaux de papier de Maya Neyestani (Çà et là).
- Quelques minutes après que le temps s'arrête de Double Bob (Frmk).
- Saga tome 11 de Brian K. Vaughan et Fiona Staples (Urban Comics).
- Saint-Elme tome 4 de Serge Lehman et Frederik Peeters (Delcourt).
- Sibylla de Max Baitinger (L'Employé du moi).
- Slava tome 2 de Pierre-Henry Gomont (Dargaud).
- Suicide total de Julie Doucet (L'Association).
- Une chouette vie de Hideyasu Moto (Misma).
- Une éducation orientale de Charles Berberian (Casterman).
- Une enfance de paille de Lika Nüssli (Atrabile).
- La Véritable Histoire de Saint Nicolas de Thierry Van Hasselt (Frmk).
- Le Visage de Pavil de Jérémy Perrodeau (2024)

##### Sélection Patrimoine
- Le Clan des Poe, Moto Hagio (Akata)
- Désir sous la pluie (Oeuvres 1981-1985), Yoshiharu Tsuge (Cornélius)
- Anthologie, Imagex (The Hoochie Coochie)
- Dans les villages, Max Cabanes (Les Humanoïdes Associés)
- Quatre Japonais à San Francisco, Henry Yoshitaka Kiyama (Onapratut / Le portillon)
- Pim Pam Poum (The Katzenjammer kid), Harold Knerr (Urban Comics)

##### Sélection Jeunesse
- Nunuche, Guillaume Bianco Marie Kerascoët (Dargaud)
- Les Yeux d'or, Lucie Quéméner et Marie Desplechin (Delcourt)
- L'Incroyable Mademoiselle Bang, Yoon Sun Park (Dupuis)
- Pépin et Olivia T.1, Camille Jourdy (Dupuis)
- Chassé Croisé au Val Doré, Lewis Trondheim et Sergio Garcia Sanchez (Dupuis)
- Voyage de malade, Josephine Mark (Gallimard)
- Brume T.1, Carine Hinder et Jérôme Pélissier (Glénat)
- Red Flower T.1, LOUI (Glénat)
- Friday T.2, Ed Brukaber, Marcos Martin, Muntsa Vicente (Glénat)
- Bâillements de l'après-midi T1, Shin'ya Komatsu (IMHO)
- Tokyo Aliens T.1 à 4, Naoe (Kana)
- Le Marchand de tapis de Constantinople, Reimena Yee (Kinaye)
- Tsugai T.1, Hiromu Arakawa (Kurokawa)
- L'Été du vertige, Adlynn Fischer (La Ville Brûle)
- Mini Golf, Lisa Laubreaux (Maison Georges)
- Ultra Fiesta, Marie Spénale (Nathan)
- Eddie et Noé T.1, Max de Radigues, Hugo Piette (Sarbacane)
- Les Petites Reines, Magali Le Huche (Sarbacane)

##### Sélection Polar SNCF
- Utsubora, Asumino Nakamura (Akata)
- Cyan, Lucia Biagi (Çà et là)
- Je suis leur silence, Jordi Lafebre (Dargaud)
- Le Passager du Polarlys, José-Louis Bocquet et Christian Cailleaux (Dargaud)
- Contrition, Carloss Portela et Keko (Denoël Graphic)
- Alva dans la nuit, Aksel Studsgarth et Daniel Hansen (Glénat)
- La Méthode Gemini, Magius (Misma)

##### Sélection Éco-Fauve Raja
- Les Pistes invisibles, Xavier Mussat (Albin Michel)
- Naturellement, Yannis La Macchia (Atrabile
- Neoforest T.1, Fred Duval et Philippe Scoffoni (Dargaud)
- Inuit, Baudoin et Troub's (L'Association)
- Michel et la bataille des Dombarelles, Pierre Maurel (L'employé du Moi)
- Frontier, Guillaume Singelin (Rue de Sèvres)
- Le Voyage de Shuna, Hayao Miyazaki (Sarbacane)

## Autres prix
- Prix Tournesol : Circuit court - Une histoire de la première AMAP de Tristan Thil et Claire Malary[5]